# Église de la Nativité-de-la-Sainte-Vierge d'Étreux
Pour les articles homonymes, voir Église de la Nativité.
L'église de la Nativité-de-la-Sainte-Vierge d'Etreux est une église située à Étreux, en France.

## Localisation
L'église est située sur la commune de Étreux, dans le département de l'Aisne.

## Galerie

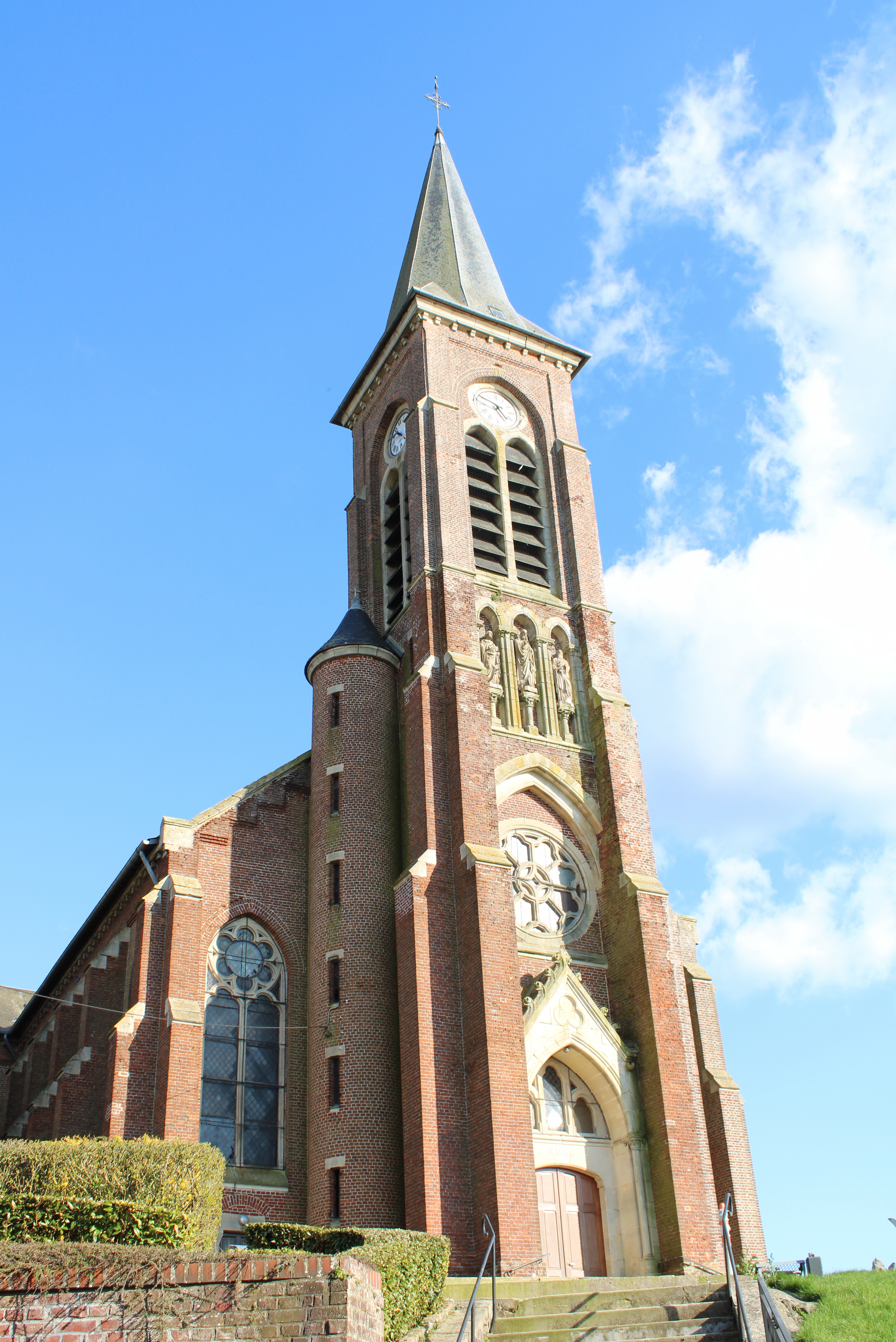
Façade de l'église.
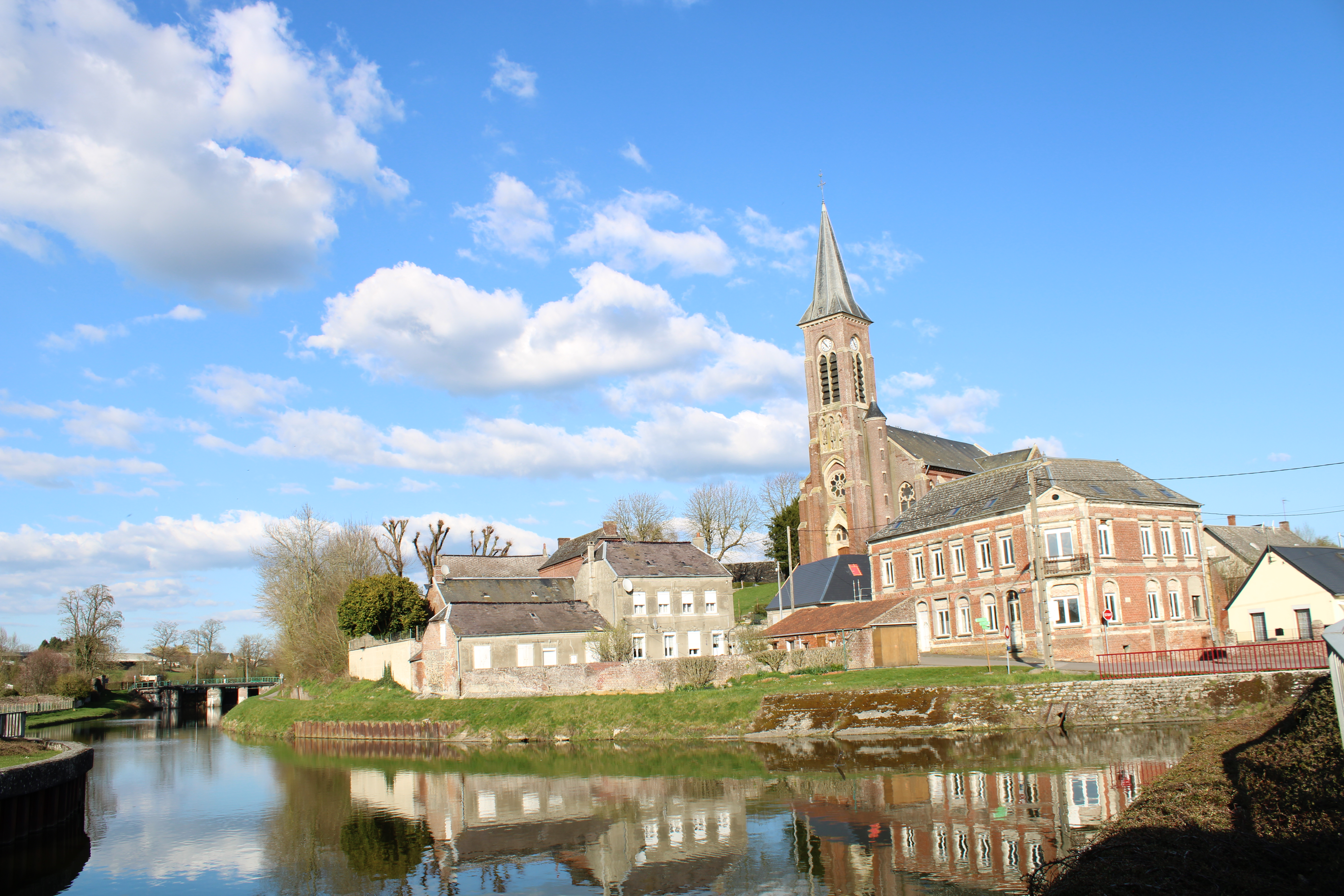
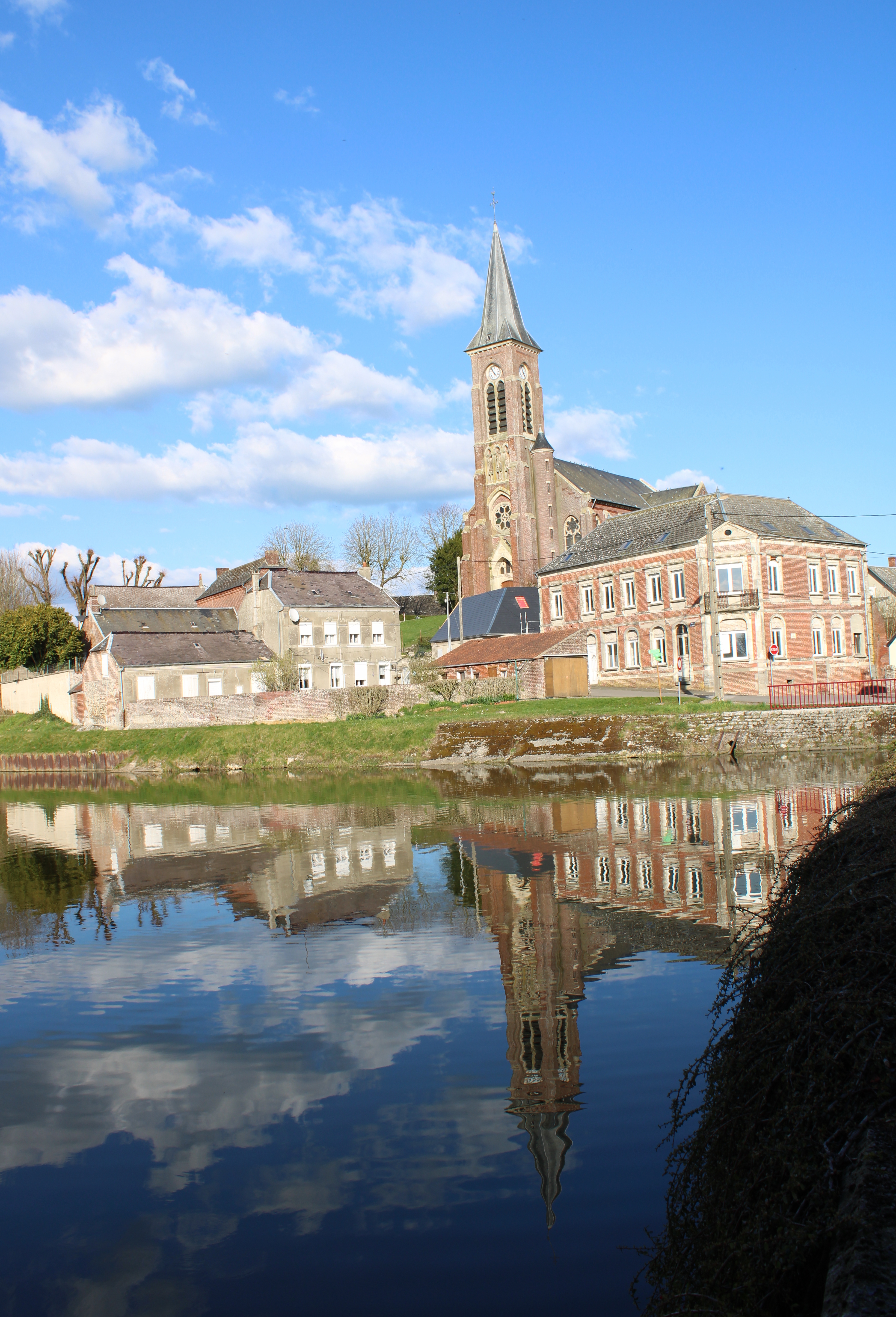
L'église se mirant dans le Canal de la Sambre à l'Oise.